# Oxytropis nikolai
Oxytropis nikolai là một loài thực vật có hoa trong họ Đậu. Loài này được Filim. & Abdusal. miêu tả khoa học đầu tiên.